# Oudnoords scheppingsverhaal
Het Oudnoordse scheppingsverhaal is het scheppingsverhaal dat door de Scandinavische Germanen gebruikt werd om de oorsprong der dingen mee te verklaren. 

## Het oerbegin
In het begin was er niets, behalve de gapende leegte, de Oerruimte, het Ginungagap, met in het noorden de ijswereld Niflheim en in het zuiden de vuurwereld Muspellheim. 

In Niflheim was een bron, Hvergelmir ofwel de Ruisende Ketel. Uit deze bron stroomden twaalf stromen, zij droegen de verzamelnaam Elivágar, en afzonderlijk waren zij Svöl, Gunurd, Formfimbul, Þul, Slíd, Hríd, Sylg, Ylg, Víd, Leiptr en Gjöll genoemd, met Gjöll dicht bij het laagste punt, Niflhel.
Muspellheim was heet en licht, onbegaanbaar voor mensen en elk ander wezen, behalve voor hen die afstammen van Muspell zelf. Surt, of Zwart, bewaakt de ingang, hij woont daar met zijn volk. De poort wordt bewaakt door Surt en zijn vlammend zwaard. Surt speelt een cruciale rol in het einde van de wereld.
De Elivágar stroomden weg van de Ruisende Ketel, Hvergelmir, en zij kwamen in ijzige koude terecht, waardoor zij bevroren. De waterdamp die uit deze massa opsteeg sloeg op de rivieren neer en bevroor tot rijp. De ene laag zette zich af op de andere en zo groeide de ijslaag in de Oerruimte.

## Eerste entiteiten: de reuzen
Alles van Niflheim was koud en vreselijk, terwijl alles in de buurt van Muspellheim heet en licht was. In de Oerruimte was een luwte als bij stil weer, en aldus begon de rijp te smelten, en dus te druppelen, toen de hete gloed de rijp bereikte. Door de kracht van degene die deze hitte zond begonnen de druppels te leven en namen zij de vorm aan van een man. Een vreselijk wezen was dit, maar men moet bedenken dat dit het eerste levende wezen was in de chaotische wereld, en dat hij ons aller stamvader was. Althans, zo zagen de Germanen hem. Ymir werd dit wezen genoemd, de rijpreus, en zijn nageslacht, de Þursen en Joten noemde hem Aurgelmir. Ymir zweette in zijn slaap, en uit dat zweet kwamen een man en een vrouw, zij waren de stamouders van de Jötun.

## Een volgende generatie entiteiten
Waar de rijp druppelde ontstond een koe, Audhumla, en uit haar spenen stroomden vier melkrivieren, en met deze stromen voedde zij Ymir. Zijzelf voedde zich met de zilte rijpstenen. De eerste dag dat zij aan de steen likte, kwam daar tegen de avond een haardos tevoorschijn, de volgende avond was ook de romp verschenen, en tegen de avond van de derde dag was daar een man verschenen, Búri heette hij, zijn zoon Bor. Bor trouwde een zekere Bestla, dochter van Bölthorn, en uit hun huwelijk kwamen drie zonen: Odin, Vili en Vé. Uit hen ontstonden de Noordse goden, (de Asen en de Wanen).

## Schepping en bevolking van de werelden
De zonen van Bor doodden Ymir, omdat hij het licht wegnam. Uit het lichaam stroomde zoveel levenssap of bloed dat alle rijpreuzen, op één familie na, verdronken. Deze familie vluchtte naar het toekomstige Útgard, buiten de grenzen van het nog niet gemaakte Midgard.
De drie broers brachten Ymir naar de Oerruimte, en maakten uit zijn lichaam de aarde zoals wij die kennen. Zijn bloed werden meren en zeeën, de aarde was voorheen zijn vlees en de bergen zijn botten. Stenen en keien waren uit zijn kiezen en botsplinters gemaakt. Het bloed was tot zee gemaakt om zo de aarde bijeen te houden. De drie broers namen zijn schedel, en maakten hiervan de hemel. Deze werd over de wereld geplaatst, en werd verlicht door de hemellichamen. Zon en sterren waren gemaakt uit vonken die opstegen vanuit Muspellheim, de maan was een spiegel die het zonlicht reflecteerde. Zon en maan werden gereden door een man en een vrouw, de zon door een vrouw, de maan door een man. Zij bewegen, want zij worden achterna gezeten door twee wolven. De ene wolf zit achter de zon aan, maar krijgt haar nauwelijks te pakken, daarvoor zijn de paarden die de strijdwagen voorttrekken te snel. En als de wolf haar te pakken neemt, moet zij haar weer uitspuwen. Aldus ziet men een zonsverduistering: de wolf brandt zijn bek aan de warme zon. De maan is langzamer, de wolf eet van hem. Doch groeit de maan weer aan, telkens wordt zij opnieuw gesmeed, tot de dag van de ragnarok.
De wereld werd gedragen door vier dwergen, Norðri, Suðri, Austri en Vestri. De dwergen waren eens maden, die in het vlees van Ymir leefden. Door een toverspreuk van de goden ontpopten zij zich echter tot dwergen: zij kregen verstand en uiterlijk. Sommigen zijn kwaadaardig; deze moeten ondergronds leven, in de rotsen en aarde, en verstenen als zij zonlicht aanschouwen. Om deze reden leven zij in het duistere Útgard. Anderen helpen de goden, zo maakten deze het tovertouw Gleipnir om de Wolf vast te laten binden.
Landinwaarts maakten de drie broers van Ymirs wenkbrauwen een wal, om zo Midgard van Útgard te scheiden, opdat de reuzen zo niet de middenaarde konden betreden. Zo werden de mensen tegen de chaoskrachten beschermd. Die mensen werden uit hout gemaakt, de zonen van Bor vonden hen aan het strand. Zonder leven waren zij: Odin gaf aan hen adem, leven en spraak; Vili bewustzijn en beweeglijkheid; Vé gaf aan hen uiterlijk, en gehoor. Zij gaven hen kleding en een naam: Ask en Embla, Es en Klimop, naar de verbintenis die deze twee planten hebben. Ask was de man, hij staat, Embla de vrouw, zij klimt om de man heen. Zo zagen de Germanen de verstandhouding tussen man en vrouw. Van hen stamde het mensengeslacht af. De eerste twee bouwden het machtige Asgard, de burcht van de Asen, een godenfamilie. Hier zouden de Asen gaan wonen, in het midden van de aarde.
Bifröst, een regenboog, is de brug die de goden maakten. Hij leidt naar de hemel, en bestaat uit vlammen. Om die reden berijden de goden hem te paard, behalve Thor: hij moet lopen omdat hij zijn paard verloren had. Zodoende moet hij tevens door twee rivieren in de hemel waden, om zijn voeten te blussen. De Asen moeten naar de hemel, want daar, bij de voet van Yggdrasil, moeten zij rechtspreken, bij de bron van Urd doen zij dit dagelijks.
Yggdrasil is de heilige Taxus (Taxus baccata), zijn takken spreiden zich uit over de gehele hemel, en ver daarboven nog. Zijn wortels, drie in totaal, houden hem staande. Elke wortel komt in een andere wereld uit.

## Latere bewerking
Het Noordse scheppingsverhaal – of een impressie daarvan – is door Snorri Sturluson verwerkt in eerste deel volgend op de proloog van de Proza-Edda, de Gylfaginning.